# Turniczka Kollera

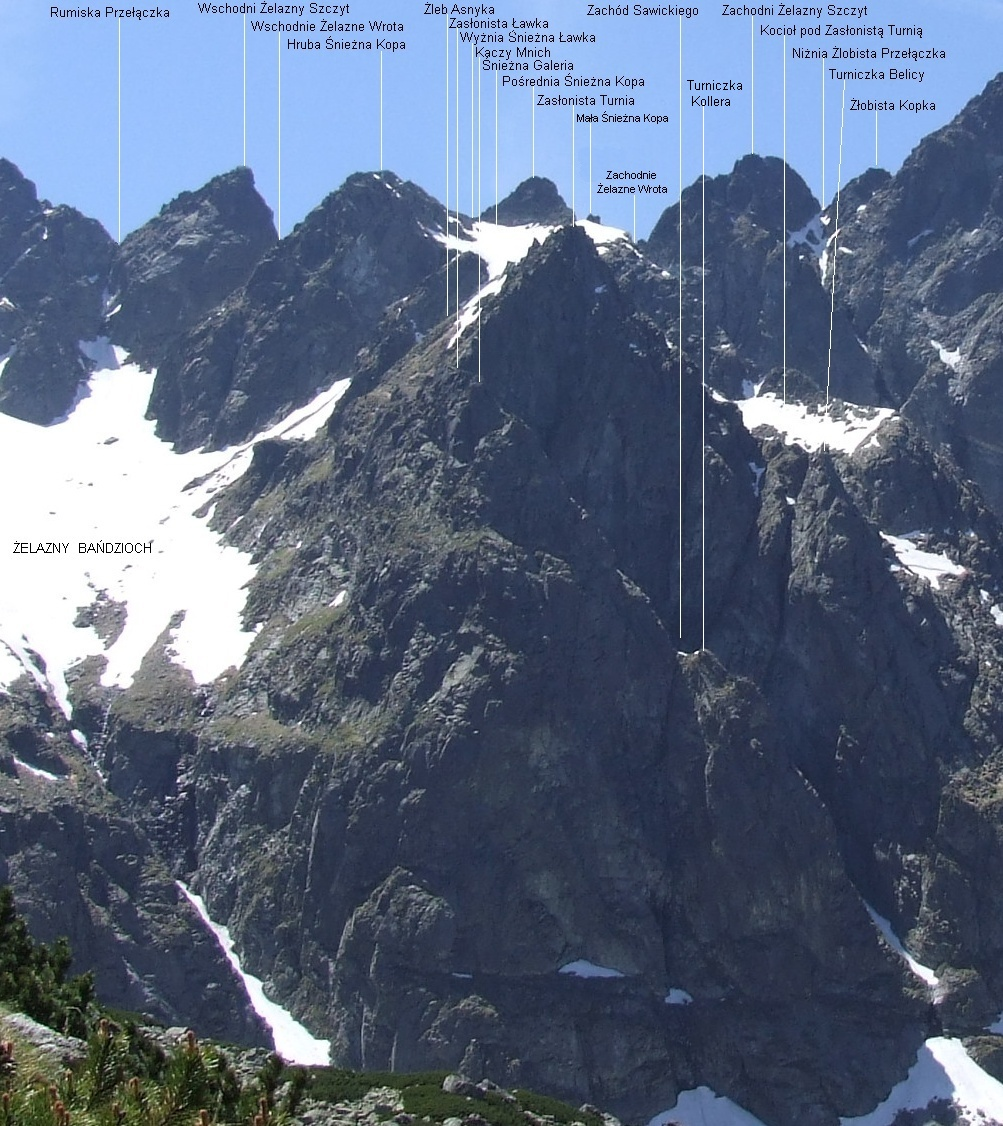

Turniczka Kollera (słow. Kollerova vežička) – turniczka na północnej ścianie Kaczego Mnicha w Dolinie Kaczej w słowackich Tatrach Wysokich. Znajduje się w zakończeniu północno-wschodniej grani odbiegającej od Pośredniej Śnieżnej Kopy. W grani tej w kolejności od góry na dół znajdują się: żebro Pośredniej Śnieżnej Kopy, grzęda ograniczająca od zachodu Śnieżną Galerię, Zasłonista Przełączka, Zasłonista Turnia, Zasłonista Ławka i Kaczy Mnich. Turniczka Kollera znajduje się mniej więcej w połowie jego wysokości. Od wyżej położonej ściany oddzielona jest szerokim i trawiastym siodełkiem. Na piargi Doliny Kaczej opada z niego wąski komin. Północna ściana Turniczki Kollera ma trójkątny kształt, podobnie jak cała ściana Kaczego Mnicha. Ściana wschodnia opada do Depresji Sawickiego.
W literaturze wspinaczkowej turniczka ta znana była tylko pod słowackimi nazwami „Prava veža”, „Prava veža Kačaciego Mnícha” lub „Kollerova vežička”. Według Władysława Cywińskiego bardziej prawidłowa jest ostatnia nazwa, nie ma bowiem „Levej veži”. Przetłumaczył ją na język polski jako Turniczka Kollera. Igor Koller to jeden z wybitniejszych słowackich taterników i według W. Cywińskiego zasługuje bez wątpienia na własną górę.

## Drogi wspinaczkowe
1. Prawą częścią turniczki Kollera; V, A2, 17 godz.
2. Środkiem Turniczki Kollera; V+, A0, 10 godz.
3. Lewą częścią Turniczki Kollera; V, A1, 12 godz.[1]